# دنیل بلک
دنیل بلک (انگلیسی: Daniel Black؛ 16 April 1911 – ۱۹۷۸ (۶۶−۶۷ سال)) بازیکن فوتبال بود.
از باشگاه‌هایی که در آن بازی کرده‌است می‌توان به باشگاه فوتبال پیتربورو یونایتد اشاره کرد.